# 王品澔
王品澔（1999年10月11日—），是台灣男演員、模特兒、歌手。
2019年，他參加「伊林璀璨之星」，被評選為該活動之男模特兒組冠軍。2020年，他以於三立台灣台連續劇《天之驕女》之演出，而廣為人知。2021年，他參演於綜藝節目《全明星運動會》第三季。2022年參加了《全明星觀察中》第二季。

## 演出作品

### 電視劇
| 年份   | 電視台              | 劇名                     | 角色         |
| 2020年 | 三立台灣台          | 《天之驕女》             | 李慕白       |
| 2021年 | 公視                | 《火神的眼淚》           | 消防員       |
| 2022年 | 公視、MyVideo、台視 | 《茁劇場－走過愛的蠻荒》 | 同事         |
| 2023年 | 公視                | 《牛車來去》             | 蔡永隆       |
| 2023年 | 中視                | 《開創者》               | 江柏駿(成年) |
| 2024年 | 華視、公視台語台    | 《無罪推定》             | 鄒佑承       |
| 2025年 | 華視、公視台語台    | 《拜六禮拜》             | 孫曉健       |

### 電影
| 年份   | 電影名稱            | 角色   |
| 2023年 | 《女鬼橋2：怨鬼樓》 | 蔣宏仁 |

### 網路劇
| 年份   | 電視台     | 劇名         | 角色   |
| 2022年 | CATCHPLAY+ | 《正負之間》 | 錢忠厚 |

### 音樂錄影帶
| 年份   | 藝人       | 歌曲                 | 備註 |
| 2025年 | 公館青少年 | 《你到底在選擇什麼》 |      |

### 綜藝節目
| 日期                   | 頻道                                          | 節目名稱     | 主題                         |
| 2021/12/05－2022/04/10 | 全明星運動會YouTube頻道、台視主頻、三立都會台 | 全明星運動會 | 第三季，男生榜眼，藍隊隊員。 |
| 2022/04/17－2022/07/17 | 台視、TVBS、衛視中文台                        | 全明星觀察中 | 主持人兼第二季成員，老么     |

## 音樂作品

### 個人單曲
| 日期          | 歌曲                | 備註 |
| 2023年8月25日 | 《聽著Keshi想著你》 |      |

## 外部連結
- 王品澔的Instagram帳戶
- 王品澔的Facebook專頁
- 王品澔在互联网电影资料库（IMDb）上的資料（英文）